# Unteres Tor (Gundelfingen an der Donau)

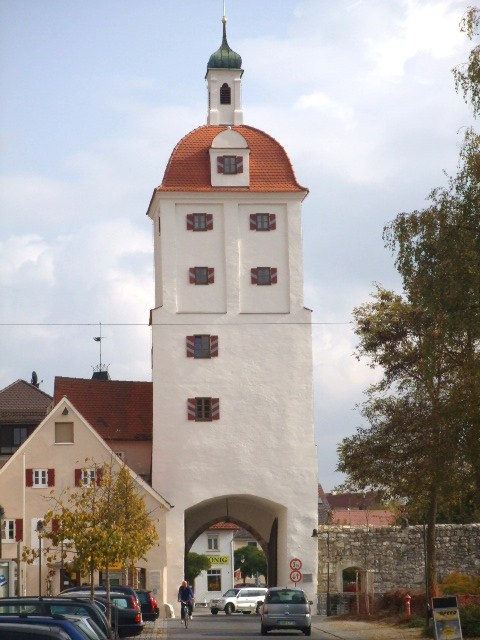
Das Untere Tor, Stadtseite

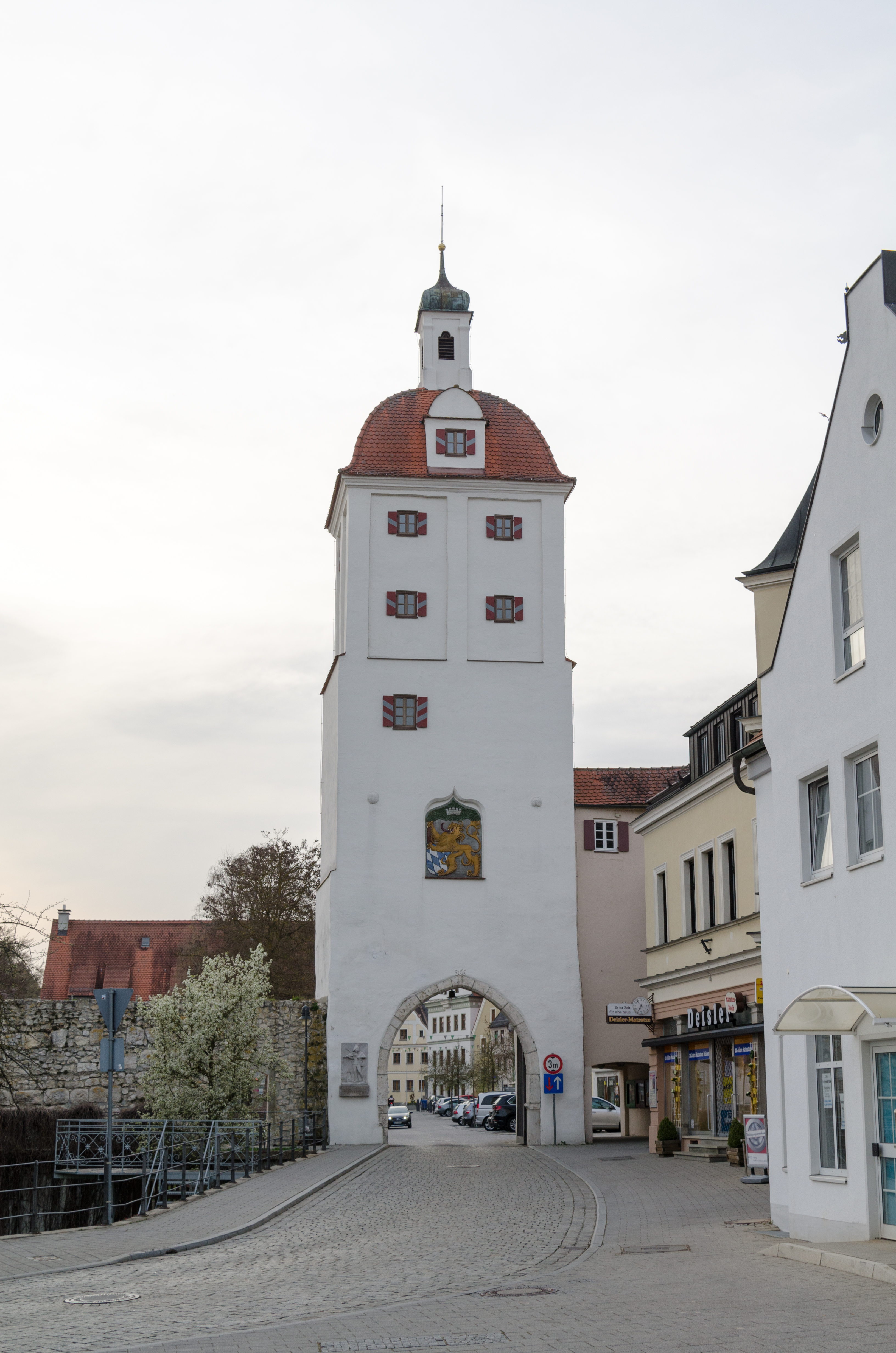
Feldseite

Das Untere Tor in Gundelfingen an der Donau, einer Stadt im
schwäbischen Landkreis Dillingen an der Donau (Bayern), ist ein Teil der ehemaligen Stadtbefestigung. Das Stadttor an der Professor-Bamann-Straße 1 ist ein geschütztes Baudenkmal.

## Beschreibung
Der fünfgeschossige Bau (Höhe 35 Meter) auf quadratischem Grundriss steht an der Südostecke der mittelalterlichen Stadt. Der Torbogen dient als Durchfahrt für die vom Marktplatz ausgehende Straße nach Lauingen. In der Durchfahrt ist eine Stichbogentonne, feldseitig ein Stichbogen aus Kalksteinquadern. Der Bogen ist im oberen Teil gefast und besitzt an den Außenseiten der Fasen kleine Masken. Die Wände des Torturms sind verputzt, am unteren Teil sind unter dem Putz Bossenquader sichtbar. An den beiden obersten Geschossen sind außen und innen je zwei Blendfelder, in denen sich auf jedem Geschoss je ein Fenster mit Laden befindet. Feldseitig ist auf mittlerer Höhe eine Kielbogenblende angebracht, die mit einem modernen Stadtwappen aus Kacheln versehen ist.
Über dem profilierten Traufgesims erhebt sich das geschweifte Zeltdach mit einer quadratischen Laterne. Die Zwiebelhaube wird von einer Windfahne bekrönt. Beidseitig sind Dacherker mit Ecklisenen und Halbkreisgiebeln über Gesims angebracht. In der Laterne befindet sich eine Glocke mit einer Inschrift.
An der Nordseite des Tores befindet sich ein Anbau mit Treppe.